# Land Łęczyca

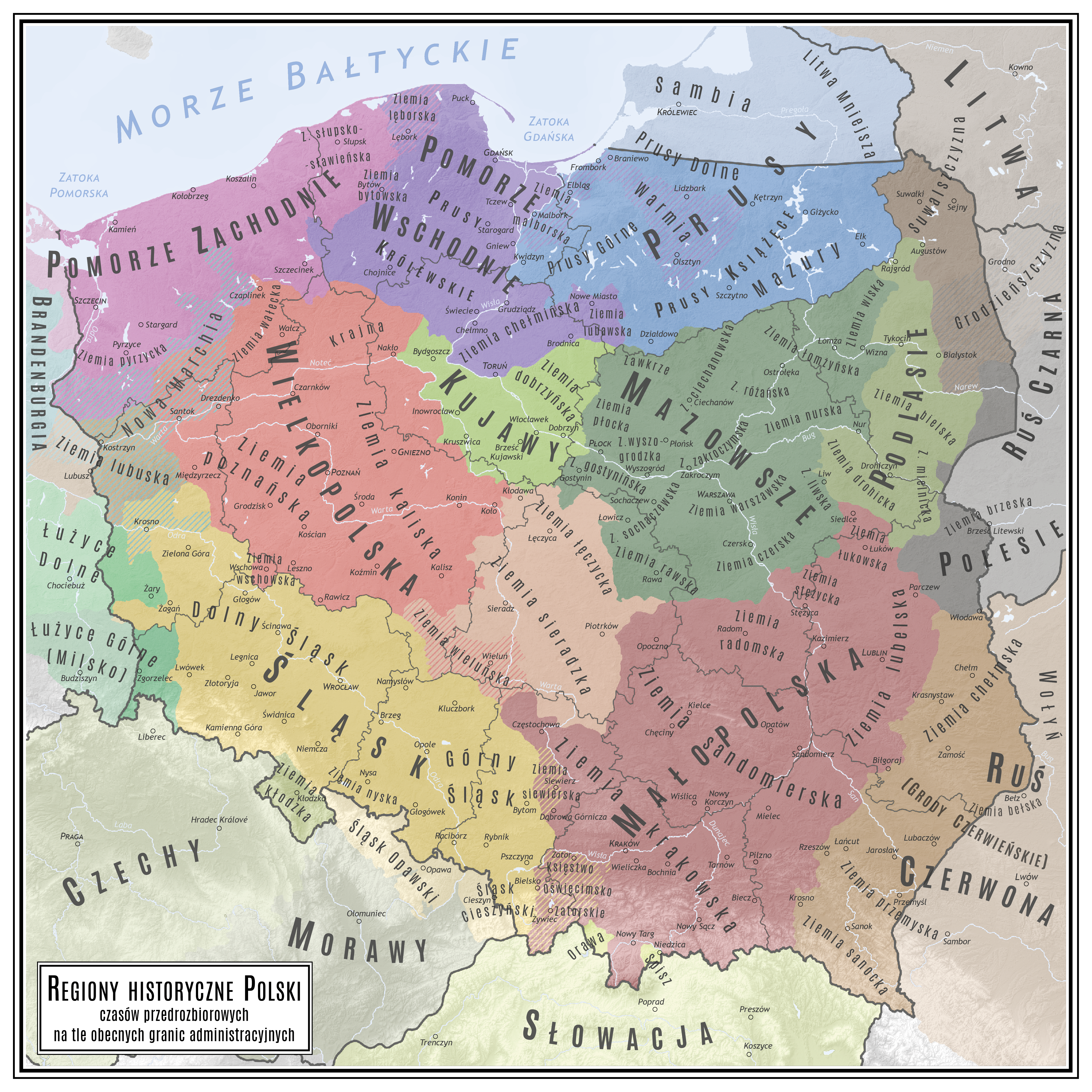
Land Łęczyca in der Mitte Polens

Das Land Łęczyca (polnisch: Ziemia łęczycka, lateinisch: Terra Lanciciensis) ist eine polnische Landschaft in Zentralpolen. Es schließt südlich und südwestlich an Kujawien und Masowien an und umfasst etwa den nördlichen und zentralen Teil der Woiwodschaft Łódź. Westlich liegt Großpolen und südwestlich das Land Sieradz. Im Südosten grenzt es an Kleinpolen. Der Name leitet sich von der Stadt Łęczyca ab. Größte Stadt ist Łódź.

## Geschichte
Das Herzogtum Łęczyca entstand erstmals als Witwenteil für Salome von Berg 1138. Nach ihrem Tod 1144 fiel es wieder an das Senioratsherzogtum Krakau. Es wurde erneut 1231 aus diesem als Herzogtum ausgegliedert, bis es als erledigtes Lehen 1352 an das Königreich Polen gelangte, wo es bis 1793 als Woiwodschaft Łęczyca im Rahmen der Provinz Großpolen funktionierte. Nach der Zweiten Polnischen Teilung kam es zum Königreich Preußen, 1807 kurzzeitig zum Herzogtum Warschau und nach dem Wiener Kongress zu Kongresspolen. Im 19. Jahrhundert war eines der wichtigsten Zentren der Textilindustrie Mitteleuropas, was den rasanten Aufstieg von Łódź ermöglichte. Heute ist die Region Teil der Woiwodschaft Łódź, wobei sich kleine Teile auch in der Woiwodschaft Masowien und Woiwodschaft Großpolen befinden.